# Ketty La Rocca
Ketty La Rocca ou Gaetana La Rocca, née à La Spezia le 14 juillet 1938, morte à Florence le 7 février 1976, est une artiste visuelle féministe italienne. Elle est l'une des principales représentantes des mouvements d'art corporel et de poésie visuelle.

## Biographie
En 1949, Ketty La Rocca s’installe à Florence. Elle se marie et donne naissance à un garçon en 1960. Elle tombe malade dès 1965. Elle meurt prématurément d'un cancer du cerveau en 1976 à l'âge de 37 ans.

## Œuvre
Dès les années 1960, Ketty La Rocca mêle art visuel et poésie. Elle fait partie du groupe 70 de poésie visuelle. Elle poursuit ensuite sa recherche de manière autonome. À côté de l'expérience de la poésie concrète, elle produit des collages à partir d'un ensemble d'images et de mots extraits de journaux et de magazines. Elle montre que le langage traditionnel est tellement corrompu par la culture, les mass-médias, la publicité qu’il ne remplit plus sa fonction de communication.
À partir des années 1970, Ketty La Rocca crée un langage différent, où le corps physique, les gestes et l'écrit s'entremêlent. Elle combine les mains de femmes et les mots. Elle fait spécifiquement référence à l'expérience de sa vie de femme qui n'attribue que certaines activités aux mains des femmes. Elle développe l'idée d'un langage corporel, ou d'un corps transformé en langage.
En 1974, elle écrit : « Pour les femmes, aujourd'hui, ce n'est pas le temps des explications. Elles ont beaucoup à faire et puis elles n'ont qu'une seule langue à leur disposition, qui leur est étrangère et hostile. Elles sont dépouillées de tout, sauf des choses que personne ne remarque et qui sont multiples, même s'il faut les arranger. Des mains, par exemple, trop lentes pour les compétences féminines, trop pauvres et trop incapables de continuer à thésauriser. Il vaut mieux broder avec des mots. . . » Elle s’engage dans des expérimentations qui la rapprochent d’autres femmes artistes telles que Lucia Marcucci, Mirella Bentivoglio ou Irma Blank.
Pour la série des Riduzioni, elle utilise des photographies de portraits qu'elle modifie en utilisant le contour graphique de l'image ou par d'autres distorsions, ajoutant des mots écrits.
Elle écrit des mots en cursive sur les images de main pour les séries riduzioni et la craniologie. Dans cette dernière série, elle écrit sur les reproductions de radiographies de son crâne, où l'image d'une main ou d'un doigt se superpose à la cavité crânienne.
En 1978, une rétrospective lui est consacrée dans le cadre de la 38e Biennale de Venise.
En 2007, ses œuvres sont présentées à Los Angeles, lors de l'exposition WACK! L'art et la révolution féministe.

## Rétrospectives
- Centre d'Art Contemporain Genève, 1992 [6]
- Galerie Emi Fontana, Milan, 1994
- Kunstlerhaus Stuttgart, 1995 [7]
- Kunsthalle Wien, Vienne, 1995
- Palais des Esposizioni, Rome, 2001
- Monsummano Terme, 2001[8]
- Palais Fabroni, Pistoia, 2002
- Institut italien de la culture de Los Angeles, 2002 [9]
- Galerie Emi Fontana, Milan, 2005
- MART, Rovereto, 2007 [10]
- MOCA, Los Angeles [5] , 2007, lors de l'exposition WACK! L'art et la révolution féministe.
- Palais Grassi, Venise, 2008
- Villa Romana, Florence, 2012 [11]
- Galerie Martano, Turin, 2011
- Galerie Kadel Willborn, Düsseldorf, 2014 [12]
- Galerie Wilkinson, Londres, 2014[13]
- Galerie Wilkinson, Londres, 2016[13]
- La Virreina, Barcelone, 2017[14]
- Ketty La Rocca. Se io fotovivo. Opere 1967-1975, Centro Italiano per la Fotografia, Turin, 2022[4]